# بلعا
بلعا بلدة فلسطينية من بلدات الضفة الغربية في محافظة طولكرم، تقع إلى الشمال من القدس. بلغ عدد سكانها حوالي 7,822 نسمة (لا يشمل المغتربين) حسب التعداد العام للسكان والمساكن والمنشآت عام 2017. وهي من البلدات المحتلة في حرب عام 1967.

## التسمية
سميت نسبة لشخص سكن البلدة اسمه بلعام بن قيس في زمان الكنعانيين. ويقال أيضًا أنها سميت بلعا لأنها تبلع كل من يحاول الاستيلاء عليها نظرًا لوقوعها على قمم جبال غرب نابلس.[بحاجة لمصدر]

## التاريخ الحديث والمعاصر

### العهد العثماني

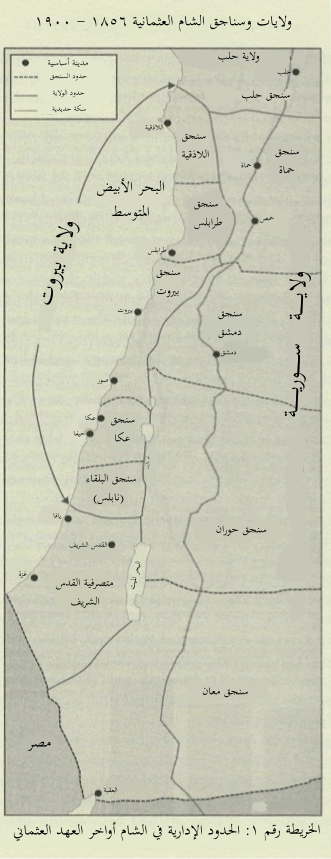
الولايات العثمانية في بلاد الشام نهاية القرن التاسع عشر، كانت بلعا واقعة ضمن سنجق البلقاء (نابلس) التابع لولاية شرق بيروت.

تبعت بلعا إلى الإمبراطورية العثمانية في عام 1517 مع كل فلسطين، وكانت تتبع ولاية شرق بيروت في الشام. في عام 1596 ظهر لأول مرة اسم بلعا في سجلات الضرائب العثمانية، وكانت إدارياً تتبع ناحية جبل سامي ضمن سنجق نابلس، حيث دفعوا معدل ثابت للضريبة بنسبة 33,3% على المنتجات الزراعية المختلفة، مثل القمح، والشعير، والمحاصيل الصيفية، والزيتون، والماعز، وخلايا النحل.
عام 1882، أجرى صندوق استكشاف فلسطين الغربية مسحاً للبلدة ووصفها بأنها «قرية ذات حجم جيد، على أرض مرتفعة جدًا، مع بساتين أشجار الزيتون الرائعة من الغرب»، وهي مزودة بخزان أرضي. اكتشفت آثار سيراميك في البلدة من زمن الدولة العثمانية.

### الانتداب البريطاني
في عام 1917، وقعت بلعا بيد الجيش البريطاني، ودخلت البلدة مع باقي فلسطين مظلة الانتداب البريطاني على فلسطين عام 1920 حتى وقوع النكبة عام 1948. أجرت سلطات الانتداب البريطاني تعدادا عاما للسكان عام 1922، وقد بلغ عدد السكان حوالي 1,259 نسمة. ثم ازداد عددهم حتى وصل إلى 1,539 نسمة يسكنون 344 بيت وجميعهم مسلمين في تعداد عام 1931. أما في تعداد عام 1945، فبلغ عدد السكان حوالي 2,220 نسمة وجميعهم مسلمون، وكانت مساحة الأرض نحو 21,151 دونمًا منها فقط 42 دونم منطقة سكنية.

### الحكم الأردني
في أوائل خمسينيات القرن العشرين أتبعت بلعا للحكم الأردني بين حربي 1948 و1967، وكان عدد سكانها آنذاك حوالي 2,888 نسمة عام 1961.

### النكسة
وقعت بلعا في يد الاحتلال بعد حرب النكسة. بلغ عدد السكان عام 1967 حوالي 3,400، وازداد ببطئ ملحوظ حتى وصل إلى 3,800 عام 1987.

### السلطة الفلسطينية
بعد تأسيس السلطة الفلسطينية، تسلمت السلطة الوطنية الفلسطينية البلدة، وألحقتها إدارياً لمحافظة طولكرم.

## الجغرافيا
تقع بلدة بلعا في وسط فلسطين، شمال غرب الضفة الغربية، في الناحية الشرقية الشمالية من محافظة طولكرم، على التلال الغربية من سلسلة الجبال المركزية الممتدة من الشمال إلى الجنوب في الضفة الغربية على ارتفاع (404) متراً عن سطح البحر. تبعد عن مركز مدينة طولكرم حوالي 12 كم.
يحدها من الشرق أراضي قريتي الرامة والعطارة، ومن الشمال فيحدها أراضي بلدتي كفر راعي وعلار، ومن الغرب بلدة دير الغصون، أما من الجنوب فيحدها بلدة عنبتا.

## السكان
دخلت فلسطين وفود كبيرة عبر العصور من تجار وغيرهم، وذلك لموقعها الهام كنقطة وصل بين القارات، ومركز للحضارات والأديان. يبلغ عدد سكان بلعا حوالي 7,822 نسمة جميعهم من المسلمين وذلك حسب التعداد العام للسكان والمساكن والمنشآت عام 2017 الذي أجراه الجهاز المركزي للإحصاء الفلسطيني. كان أكثر من 20% من سكان بلعا عام 1997 لاجئين فلسطينيين، وكان تكوين نسبة الذكور حوالي49.1 ٪، والإناث حوالي 50.9 ٪.
| السنة           | تعداد (1922) | تعداد (1931) | تعداد (1945) | تعداد (1961) | تعداد (1997) | تعداد (2007) | تقدير (2012) | تعداد (2017) |
| --------------- | ------------ | ------------ | ------------ | ------------ | ------------ | ------------ | ------------ | ------------ |
| التعداد السكاني | 1,259        | 1,539        | 2,220        | 2,888        | 5,444        | 6,545        | 7,199        | 7,822        |

### أعلام البلدة
- حكم بلعاوي، سفير فلسطين لدى تونس.
- فتحي البلعاوي، من قادة منظمة التحرير الفلسطينية، ممثل فلسطين في منظمة التربية والثقافة والعلوم بالجامعة العربية.[15]
- صبحي القاسم، وزير الزراعة الأردني.
- مروان القاسم، سياسي ودبلوماسي أردني.
- صدقي القاسم، سياسي وقائد عسكري.
- سميح الشريف، كاتب وشاعر.
- عادل عبدالكريم ابو ياسين ، سياسي فلسطيني، من المؤسسين الأوائل لحركة فتح في الكويت
- جلال سلامة، مؤرخ فلسطيني.
- صبحي الشحروري، كاتب فلسطيني.
- نعمان شحرور، مؤرخ وباحث.

## البنية التحتية

### التعليم
يوجد في بلعا ست مدارس. وهناك أيضًا ثلاثة رياض أطفال.

## السياحة والآثار

### المساجد والمقامات الدينية
- مقام الخضر

### الخرب والآثار
- الخرق العثماني: هو نفق يخرق الجبال، كان ممر لسكة حديد الحجاز وهو من إنجازات زمن السلطان العثماني عبد الحميد الثاني.[17]

### المعالم الطبيعية

#### الجبال
- جبل المنطار: لهذا الجبل أهمية إستراتيجية في المنطقة، فهو مركز انطلاق ثورة عام 1936 ضد الانتداب البريطاني.[بحاجة لمصدر]
- جبل راشين.

#### الوديان
- وادي البرج: يمتد من غرب بلعا حتى مدينة طولكرم.
- وادي البندوق.
- وادي الأشقر.
- وادي عمار.

## الاقتصاد

### الزراعة
تعد الزراعة القطاع الاقتصادي الرئيسي في البلدة، تنتج البلدة محاصيل الزيتون، والتين، واللوز، والحمضيات، والقمح وبعض الخضراوات. لكن التوسع العمراني للبلدة والتوسع في البنية التحتية وفتح الشوارع قلص المساحات المزروعة من الأراضي الزراعية. تراجعت في السنوات الأخيرة أعداد الثروة الحيوانية بسبب ارتفاع أسعار الأعلاف وقلة المساحات الحيوية.

## وصلات خارجية
- صفحة بلدة بلعا في موقع «فلسطين في الذاكرة».
- مرحبًا بك في بلعا.